# Nikki (zapaśniczka)
Nikki (ur. 16 marca 1991) – indyjska zapaśniczka walcząca w stylu wolnym. Zajęła 22 miejsce na mistrzostwach świata w 2015. Brązowa medalistka mistrzostw Wspólnoty Narodów w 2013 i 2016. Triumfatorka Igrzysk Azji Południowej w 2016 roku.